# Фридрих Карл Фердинанд Брауншвейг-Вольфенбюттель-Бевернский
Фридрих Карл Фердинанд Брауншвейг-Вольфенбюттель-Бевернский (нем. Friedrich Karl Ferdinand von Braunschweig-Wolfenbüttel-Bevern; 5 апреля 1729, Брауншвейг — 27 апреля 1809, Глюксбург) — герцог Брауншвейг-Бевернский, генерал-фельдмаршал датской армии, глава младшей ветви Брауншвейг-Вольфербюттельской ветви Вельфов.

## Биография
Сын герцога Эрнста Фердинанда Брауншвейг-Вольфенбюттель-Бевернского и Элеоноры Шарлотты Курляндской. В 1742 году поступил в звании капитана на службу в голландскую армию и в 1745—1746 годах участвовал в двух походах. Перешёл на службу в брауншвейгскую армию, при этом оставаясь добровольцем имперской армии. Под началом своего двоюродного брата Людвига Эрнста Брауншвейгского командовал полком в Войне за австрийское наследство вплоть до заключения Ахенского мира 1748 года. Затем вернулся в звании полковника в голландскую армию и в 1754 году был повышен в генерал-майоры.
С началом Семилетней войны в конце 1756 года выехал в Дрезден, где прусский король Фридрих II назначил его командиром принудительно рекрутированного 8-го саксонского пехотного полка. Полк разбежался, и вину за это Фридрих II возложил лично на Фридриха Карла.
В 1759 году Фридрих Карл уволился из прусской армии и перешёл на службу в британскую армию. 1 августа 1759 года участвовал в битве под Минденом под началом двоюродного брата Фердинанда Брауншвейгского.
В 1760 году перешёл на службу к датчанам, где получил повышение. В 1766 году был назначен губернатором Рендсбурга, а в 1773 году — Копенгагена. После смерти брата Августа Вильгельма в 1781 году стал главой младшей линии Брауншвейг-Беверна.
В 1782 году получил звание генерал-фельдмаршала датской армии и с разрешения датского короля проживал в замке Глюксбург.

## Семья
26 октября 1782 года Фридрих Карл женился на принцессе Анне Каролине, дочери князя Вильгельма Генриха Нассау-Саарбрюккенского.